# نگارخانه آپادانا
نگارخانه آپادانا یا کاشانه هنرهای زیبا نخستین نگارخانه ای که در ایران راه‌اندازی شد. کاشانه هنری آپادانا به کوشش محمود جوادی‌پور، حسین کاظمی (نقاش) و هوشنگ آجودانی با هزینه شخصی خود آنان در سال ۱۳۲۸ ش تأسیس شد. آثار نقاشان نوگرای ایرانی در این نگارخانه به نمایش گذاشته می‌شد؛ از جمله کسانی که آثارشان در این نگارخانه به نمایش گذاشته شد عبارت بودند از: احمد اسفندیاری ، حسین کاظمی (نقاش)، محمود جوادی‌پور، مهدی ویشکایی، جواد حمیدی، هوشنگ پزشک‌نیا و جلیل ضیاءپور. نخستین نمایشگاه این نگارخانه به آثار حسین کاظمی (نقاش) و محمود جوادی‌پور اختصاص یافت. این نگارخانه در خیابان شاه رضای سابق (خیابان انقلاب) نبش خیابان بهار تأسیس شد.

## تصاویری از نگارخانه آپادانا

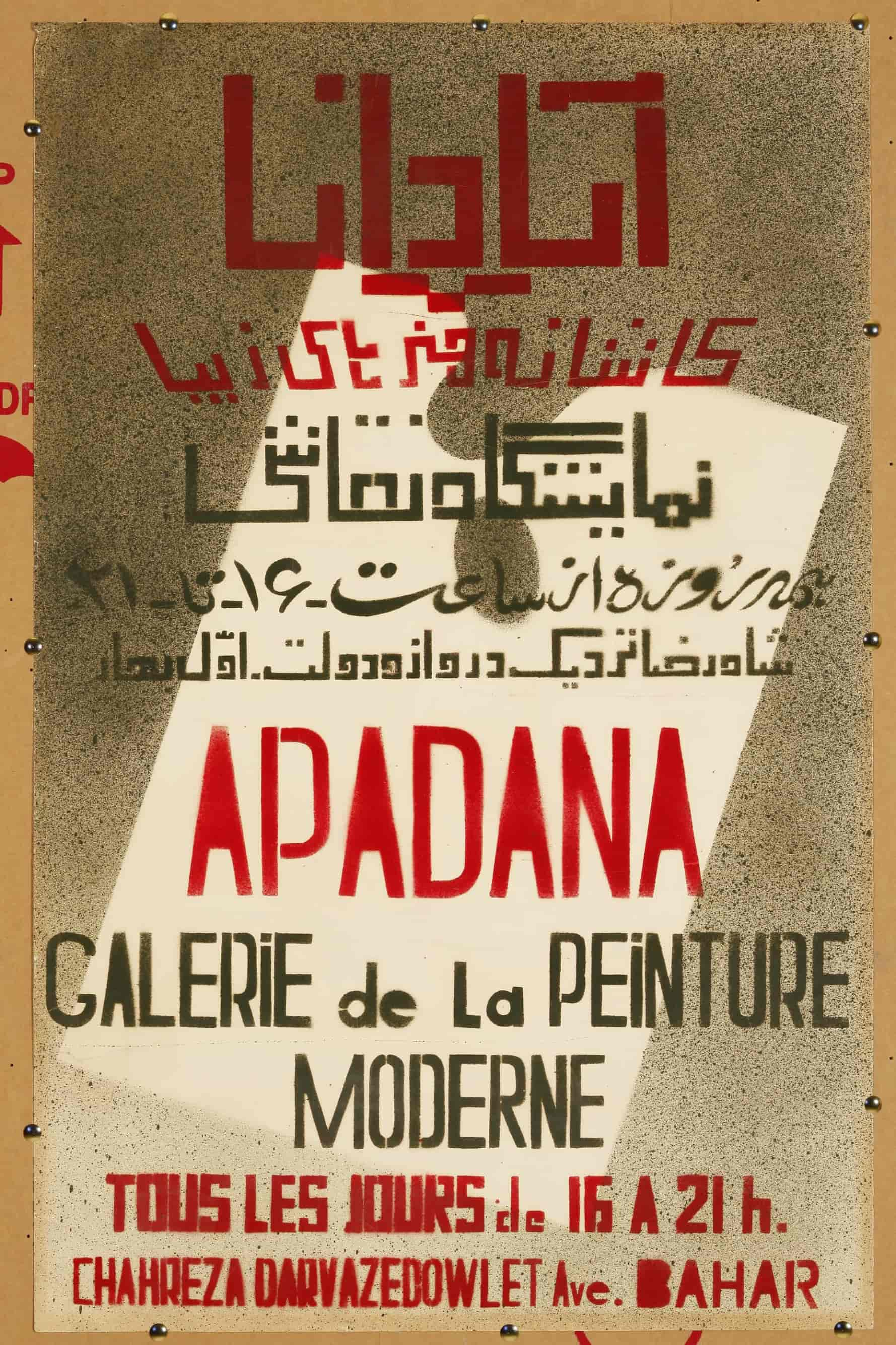
پوستر گالری آپادانا، توسط استاد محمود جوادی‌پور
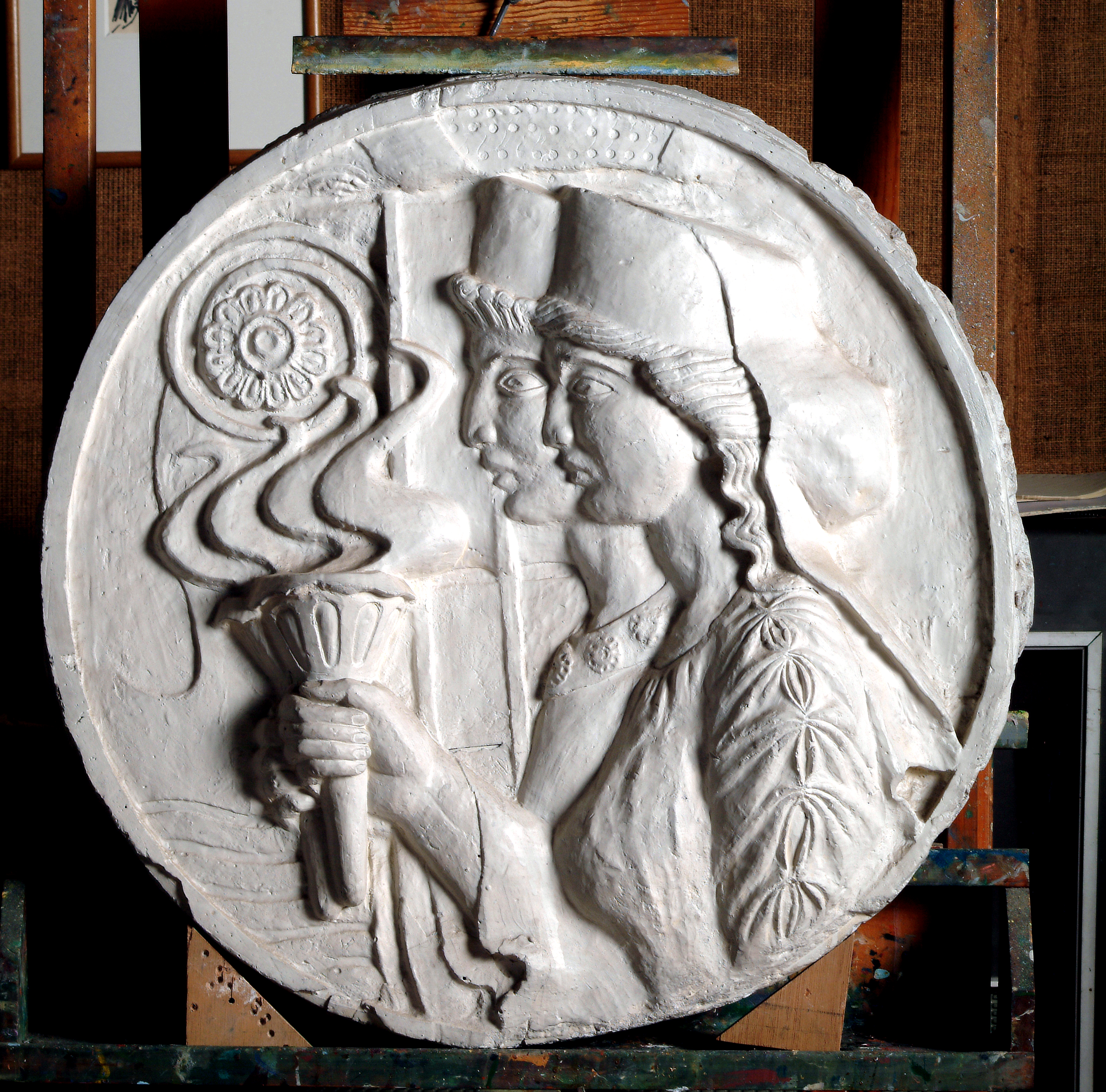
تندیس گالری آپادانا، توسط استاد محمود جوادی‌پور
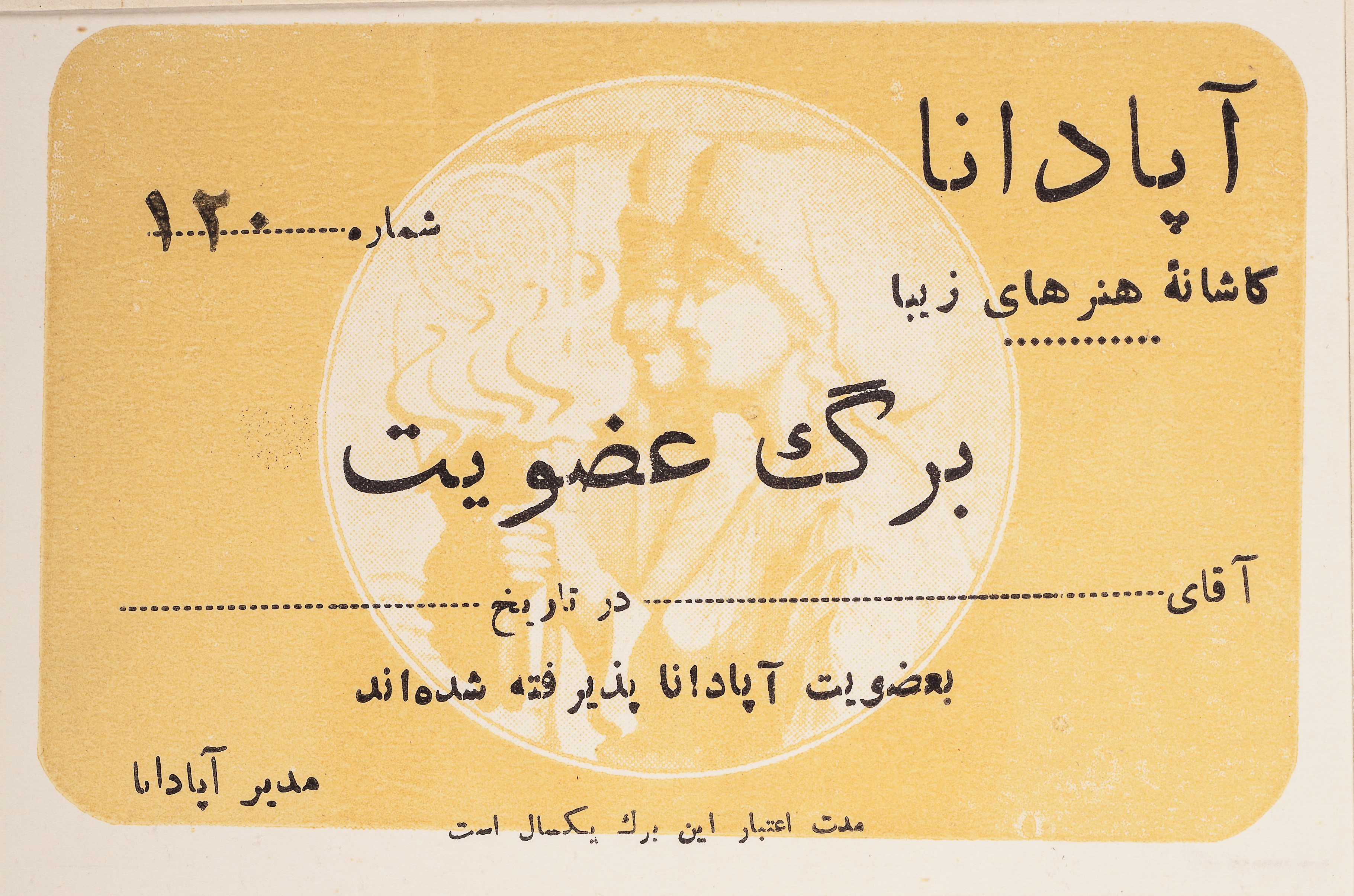
برگه عضویت گالری آپادانا